# Purwati
Purwati (* 8. Juni 1984 in Pekalongan) ist eine indonesische Badmintonspielerin. 

## Karriere
Purwati gewann bei den Pekan Olahraga Nasional XVI Silber mit dem Team aus Jawa Tengah. Zwei Jahre später siegte sie bei den Brazil International im Damendoppel mit Meiliana Jauhari und im Mixed mit Afiat Yuris Wirawan. 

## Sportliche Erfolge
| Saison | Veranstaltung          | Disziplin   | Platz | Name                          |
| ------ | ---------------------- | ----------- | ----- | ----------------------------- |
| 2004   | PON XVI                | Damenteam   | 2     | Jawa Tengah                   |
| 2005   | Malaysia International | Damendoppel | 1     | Purwati / Meiliana Jauhari    |
| 2006   | Brazil International   | Damendoppel | 1     | Meiliana Jauhari / Purwati    |
| 2006   | Brazil International   | Mixed       | 1     | Afiat Yuris Wirawan / Purwati |